# Masacre del cinco por uno
La Masacre del cinco por uno, o los homicidios del cinco por uno, fueron una serie crímenes de lesa humanidad cometidos en la ciudad argentina de Mar del Plata (Provincia de Buenos Aires), el 21 de marzo de 1975. Las personas asesinadas fueron Enrique Elizagaray, Jorge Enrique Videla, Guillermo Videla, Jorge Lisandro Videla y Bernardo Alberto Goldemberg. Los autores integraban una organización parapolicial llamada Concentración Nacional Universitaria (CNU), encontrándose entre sus miembros Gustavo Demarchi, Mario Ernesto Durquet, Fernando Alberto Otero, José Luis Granel, Juan Pedro Asaro, Juan Carlos Asaro y Roberto Justel. Algunos de los culpables fueron enjuiciados y condenados en 2016, cuarenta y un años después de los crímenes.

## Los hechos
El 20 de marzo de 1975 fue asesinado por Montoneros Ernesto Piantoni, abogado de la Confederación General del Trabajo y cabeza de la organización parapolicial Concentración Nacional Universitaria (CNU). Esa misma noche, durante el velorio, los integrantes de la CNU, liderados por el fiscal, y en 1983 candidato a intendente por el Partido Justicialista, Gustavo Demarchi, decidieron vengar la muerte de Piantoni, matando a cinco personas relacionadas con Montoneros, aplicando una conocida frase de Juan Domingo Perón, en ocasión del discurso del 31 de agosto de 1955, cuando dijo que "cuando uno de los nuestros caiga, caerán cinco de los de ellos", conocido como el Discurso del cinco por uno.
Ya en horas de la madrugada del 21 de marzo, entre quince y veinte personas provistas de armas largas, se suben a varios automóviles Ford Falcon y un automóvil Peugeot 404 y parten de la Casa Sampietro donde se realizaba el velorio. La caravana, encabezada por un Ford Falcon con una baliza en el techo, se dirigió a la casa del teniente primero (RE) Jorge Enrique Videla, en la calle España N° 855, cerca del barrio La Perla. Luego de rodear la casa, ingresan a la misma presentándose como policías. En ese momento, Enrique "Pacho" Elizagaray, sobrino del dueño de casa y referente de la Juventud Universitaria Peronista (JUP), intenta escapar de la patota por el techo, pero es acribillado ahí mismo.
La banda secuestró entonces a Videla padre y sus dos hijos, Guillermo de 16 años y Jorge Lisandro de 22 años. Guillermo era militante de la Unión de Estudiantes Secundarios (UES) y Jorge era militante de la Juventud Universitaria Peronista. Padre e hijos fueron asesinados poco después y sus cuerpos fueron encontrados en la esquina de las calles 176 y 54, del barrio Montemar, una zona despoblada cercana a Camet, ubicada en el extremo norte de la ciudad. Cada uno de los cuerpos tiene más de veinte disparos, realizados con armas de guerra.
La banda no se detuvo y buscó a otra persona para completar "los cinco" de la venganza. Atravesó toda la ciudad y se dirigió a la casa del cirujano Bernardo Alberto Goldemberg, en la calle Falucho N° 3634, donde lo encuentran duermiendo junto a su esposa Alicia y su hijo de dos meses. Se presentan como policías, roban algunas cosas y secuestran a Goldemberg, quien es subido al Ford Falcon con la baliza sobre el techo. Poco después de las seis de la mañana fue acribillado y dinamitado en el viejo camino a Miramar y la calle 493, cerca del Golf Club Los Acantilados.
La investigación de los homicidios recayó sobre el fiscal Gustavo Demarchi, el mismo que había dado la orden de cometer los homicidios, razón por la cual se cerró sin que se investigara.

## Juicio por la verdad
Entre 1986 y 1990 se dictaron lo que se conoce como las leyes de impunidad, que impidieron realizar juicios contra autores de crímenes de lesa humanidad cometidos en Argentina, entre el 24 de marzo de 1976 y el 10 de diciembre de 1983. Por esa razón, en diciembre de 2000 se inició en Mar del Plata un juicio por la verdad, sobre una serie de crímenes cometidos en esa ciudad a partir del 24 de marzo de 1976, en particular los secuestros y asesinatos conocidos como la Noche de las corbatas. Debido a que el mismo involucraba potencialmente a conocidos miembros del poder judicial, el juicio debió sufrir "una operación mediática y jurídica para acotar" sus alcances.
En el curso del mismo, surgieron pruebas y testimonios de otros crímenes, cometidos con anterioridad a esa fecha, por la organización Concentración Nacional Universitaria. Esos datos obrarían como base para abrir una investigación y luego un juicio oral contra los autores de la Masacre del cinco por uno.

## Investigación y juicio oral
El 2 de enero de 2007, treinta y un años después de la masacre, el Colegio de Abogados de Mar del Plata y varias organizaciones de derechos humanos, pidieron reabrir la investigación en virtud de los hechos descubiertos en los juicios de la verdad. Con una demora de más de un año, finalmente la causa quedó a cargo del juez federal Santiago Inchausti, como causa 13.793, caratulada como “Averiguación delito de acción pública (CNU)”.
En la causa se investigaron ocho asesinatos: los cinco cometidos el 21 de marzo de 1975, así como los del contador público Daniel Gasparri, Jorge Alberto Stoppani y la decana María del Carmen Maggi, cometidos también en ese año.
Luego de seis años de investigaciones la causa fue elevada a juicio oral el 12 de diciembre de 2013, con el fin de que fueran enjuiciadas nueve personas, de las cuales siete fueron consideradas culpables.
Además de los condenados, cuatro personas sospechosas se encuentran prófugas con pedido de captura internacional (Fernando Delgado, Eduardo Salvador Ullúa y Raúl Arturo Viglizzo). Dos sospechosos se encuentran radicados en España y la justicia solicitó su extradición: Beatriz Arenaza y Daniel Ullúa. Un sospechoso, Patricio Fernández Rivero, tiene el juicio suspendido por encontrarse en situación de incapacidad. Finalmente, tres sospechosos, Finalmente Ricardo Oliveros, José Catuogno y José Luis Piatti  PIATTI fueron sobreseídos por fallecimiento.
El juicio oral fue realizado ante el Tribunal Oral Federal de Mar del Plata, integrado por los jueces Alfredo Ruiz Paz, Víctor Bianco y Luis Imas. Comenzó a realizarse en junio de 2015 y se dictó sentencia el 20 de diciembre de 2016.
La investigación judicial estableció que los integrantes de la Concentración Nacional Universitaria conformaron una asociación ilícita bajo el amparo de organismos del Estado para imponer el terror y que estaba integrada por dos áreas: “los ideólogos” y "los operativos". Los ideólogos eran Gustavo Demarchi, Raúl Viglizzo, Eduardo Cincotta, Piero Asaro, José Luis Granel y Roberto Coronel. Los operativos eran Mario Durquet, Eduardo Ullúa, Fernando Delgado, Juan Carlos Gómez, Oscar Corres, Fernando Otero, José Luis Piatti y Carlos Flipper González.
Demarchi, Otero y Durquet fueron condenados a prisión perpetua. Granel fue condenado a siete años de prisión, Juan Pedro Asaro a cinco años, mientras que Juan Carlos Asaro y Justel fueron condenados a tres años.

## Memoria
El 22 de septiembre de 2016 el Consejo Deliberante del Partido de General Pueyrredón aprobó sendas dos ordenanzas proyectadas por el Frente para la Victoria (N.º 22829 y N.º 22831), estableciendo la colocación de las siguientes placas recordatorias:
En la calle España N.º 855:

En el inmueble aquí ubicado, fueron secuestrados Enrique "Pacho" Elizagaray, Jorge Enrique Videla Yanzi y sus hijos Jorge Lisandro y Guillermo Enrique por un grupo armado relacionado a la Concentración Nacional Universitaria el 21 de marzo de 1975. Memoria, Verdad y Justicia.

En la calle Falucho n° 3634: 

En el inmueble aquí ubicado, fue secuestrado el Dr. Bernardo Goldenberg el 21 de marzo de 1975 por un grupo armado relacionado a la Concentración Nacional Universitaria. Memoria, Verdad y Justicia